# Логотип Google

Гарнітура Product Sans, шрифт компанії з 2015

Google використовує свій поточний логотип з 1 вересня 2015. Компанія змінила логотип через місяць після масштабної реструктуризації. Новий логотип використовує шрифт без зарубок і має м'якіші кольори. Логотип виконаний у спільному стилі з логотипом Alphabet Inc., компанії, яка «поглинула» Google на початку серпня 2015.
Перед цим Google оновлювала логотип в травні 2014, букви були посунуті на два пікселя. Три попередні варіанти логотипу ґрунтуються на дизайні, розроблені Рутом Кедаром, а початковий варіант створений Сергієм Бріном. У святкові дні, дні народження відомих людей, а також на честь гучних заходів, таких, як Олімпійські ігри, Google замінює свій логотип на так звані дудли (англ. doodle «виводити карлючки, недбало малювати») — ілюстрації, анімації або навіть невеликі ігри. 22 березня 2011 року Google отримав патент на «Google Doodle».
|                                                          |
| Початковий логотип з 15 вересня 1997 по 27 вересня 1998. |

|                                                                                   |
| Оригінальний логотип, гарнітура Baskerville Bold, з 28 вересня по 29 жовтня 1998. |

|                                             |
| Логотип з 30 жовтня 1998 по 30 травня 1999. |

|                                                               |
| Гарнітура Catull typeface, з 31 травня 1999 до 5 травня 2010. |

|                                             |
| Логотип з 6 травня 2010 до 18 вересня 2013. |

|                                              |
| Логотип з 19 вересня 2013 до 31 серпня 2015. |

|                                          |
| Нове лого, sans-serif, з 1 вересня 2015. |